# Besti flokkurinn
Besti flokkurinn (dt. die Beste Partei) war eine politische Partei in Reykjavík, der Hauptstadt Islands.

## Geschichte
Die Partei entstand 2009 als politische Plattform des in Island beliebten Komikers Jón Gnarr. Sie besaß kein Parteiprogramm und galt als Spaßpartei.
Besti flokkurinn trat bei der Gemeindewahl 2010 in Reykjavík mit ungewöhnlichen Wahlversprechen wie „Kostenlose Badetücher in jedes Schwimmbad“ und „Eisbär in den Zoo“ an. Anfang März 2010 wurde die Liste der Kandidaten für die Kommunalwahl vorgestellt. Neben dem Spitzenkandidaten Jón Gnarr traten Dagur Kári Jónsson und Frosti Örn Gunnarsson, die beiden ältesten Söhne von Jón Gnarr, auf Platz 14 und 15 der Liste ebenfalls als Kandidaten an. In einer Umfrage der isländischen Tageszeitung Fréttablaðið kam die Partei Ende März 2010 auf 12,9 %. Laut einer Capacent-Gallup-Umfrage von Ende April 2010 wäre die Partei mit 24 % zur zweitgrößten Partei Reykjavíks geworden. Der rasche Aufstieg der Partei stehe in Zusammenhang mit der allgemeinen politischen Stimmung in Island. Seit der isländischen Bankenkrise fühlten sich viele Bürger von den etablierten Parteien nicht mehr angesprochen.
Im April 2012 beantragte die Partei eine Mitgliedschaft als Beobachter bei der Pirate Parties International.
Gemeinsam mit Guðmundur Steingrímsson, einem ehemaligen Abgeordneten der Fortschrittspartei, gründeten einige Mitglieder von Besti flokkurinn 2012 die Partei Björt framtíð, um bei der Parlamentswahl 2013 antreten zu können.
Zum Ende der Amtszeit von Jón Gnarr wurde die Partei am 16. Juni 2014 aufgelöst.

## Wahlergebnisse
Bei der Gemeindewahl 2010 erhielt die Partei 34,7 % der Stimmen und zog mit 6 von 15 Sitzen als stärkste Kraft in das Kommunalparlament ein. Jón Gnarr wurde neuer Oberbürgermeister von Reykjavík. Nach Angaben des Rundfunksender RÚV einigten sich Besti flokkurinn und die sozialdemokratische Allianz auf eine Koalition. Sie wurde mit 19,1 Prozent nur drittstärkste Kraft. Die Unabhängigkeitspartei kam auf 33,6 Prozent und hatte zuvor seit der Unabhängigkeit Islands 1944 nahezu immer den Posten des Oberbürgermeisters besetzt. Der Wahlsieg wurde als Protest gegen die Verantwortlichen für die Folgen der Finanzkrise gewertet.